# GSC3020-1227
GSC3020-1227 — хімічно пекулярна зоря спектрального класу B8, що має видиму зоряну величину в смузі V приблизно 12,0.
Вона  розташована на відстані близько 14825,3 світлових років від Сонця.